# Gentleman scientist

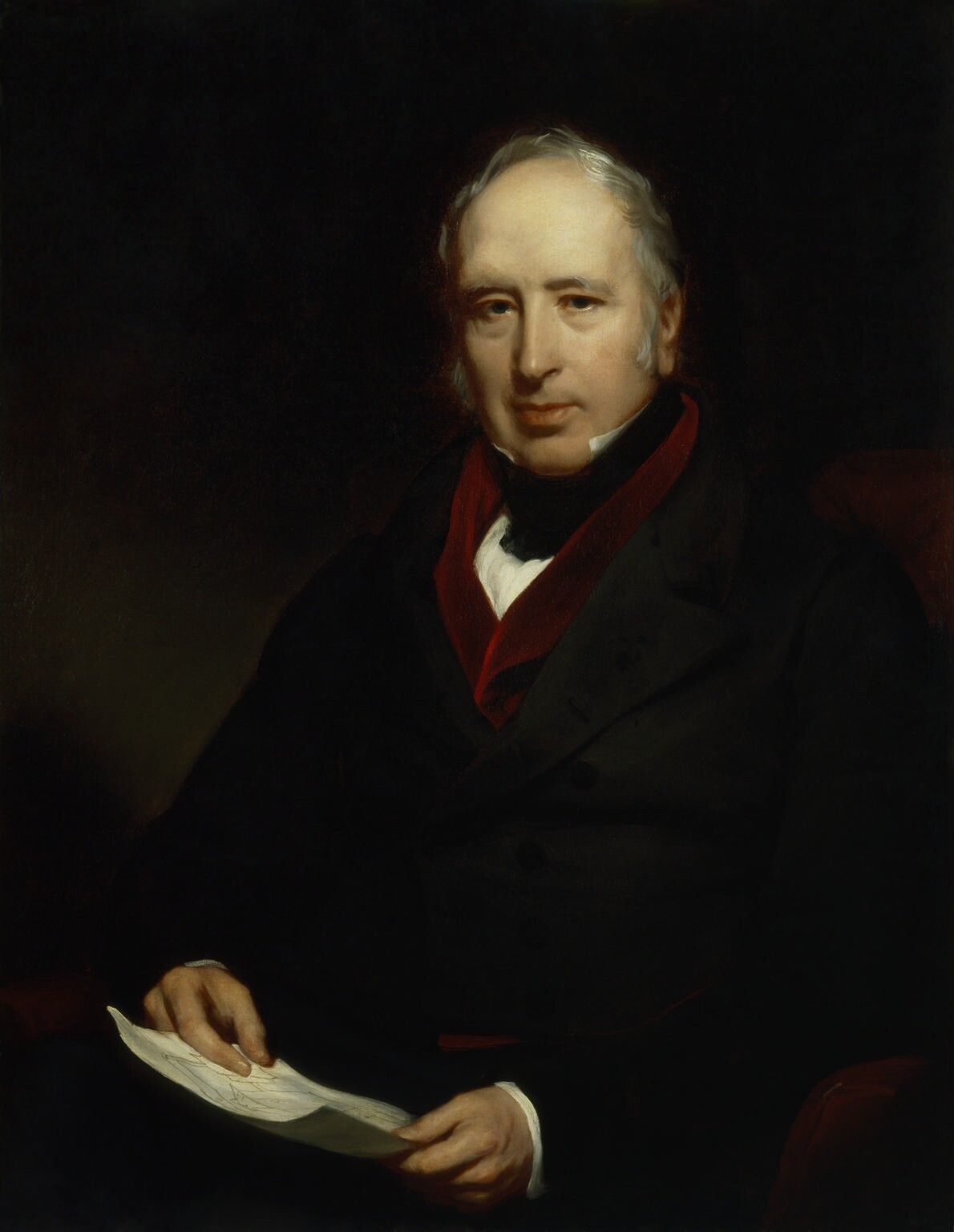
O gentleman scientist George Cayley estabeleceu princípios fundamentais da aeronáutica.

Um gentleman scientist (em português: cientista independente, cientista nobre e distinto, cientista filantropo ou às vezes cientista mecenas) é um cientista economicamente independente que realiza suas pesquisas científicas como lazer ou de forma desinteressada ao menos no plano econômico. Esta denominação surgiu no pós-renascimento europeu, e tornou-se menos comum ao longo do século XX, quando aumentou o financiamento dos projetos de pesquisa por parte de governos, empresas privadas e organismos internacionais.